# Germán Rodrigo Bastidas Vaca
Germán Rodrigo Bastidas Vaca (San Gabriel, Carchi, 11 de febrero de 1924 – Guayaquil, Guayas, 25 de enero de 2011) es un agrónomo ecuatoriano.

## Biografía
Hijo del señor Manuel J. Bastidas Oña y de la Señora Rosa Elena Vaca.
Fue un investigador autodidacta que dedicó su vida al estudio y aplicación del mejoramiento genético de la producción agropecuaria por ello se lo considera como el genetista más antiguo y prolífico del Ecuador, también se dedicó el estudio arqueológico, a la literatura y pintura.
Creador de la variedad de papa "Súper Chola", uno de sus grandes logros fue la obtención del ganado Pizán, trabajo en el cual según el genetista dedicó más de 70 años entre la vida de él y su padre Manuel J. Bastidas, juntas.
Se casó a los 33 con la Sra M.Ed Aida Alicia de Janon Arturo su gran colaboradora, con quien tuvo 8 hijos; gustaba de la poesía, tocar guitarra, versificar y fue aficionado a la pintura y al tallado; católico y profundamente creyente.Hijos: Dr. Rodrigo Bastidas de Janon, Tnlga. María de los Ángeles Bastidas de Janon, M.Ed Isabel Bastidas de Janon, Lic. Jimena Bastidas de Janon (CEE), Tnlga. Guicela Bastidas de Janon (CEE),Ing. David Bastidas de Janon, Ing. Francisco Bastidas de Janon.
Trabajó desde muy temprana edad con su progenitor, don Manuel J. Bastidas quien además le compartía clases de genética y zootecnia.
Su variedad estrella es la Superchola que tiene 30 años de estar liderando el mercado en calidad y precio, esta variedad le tomó 20 años de trabajo (un año hizo 20.000 cruzamientos).

### Estudios y Trabajos Realizados
- Trabajo con la Doctora Alicia Enderthon de Francisco, de la Universidad de Berkeley en California, colabora con ella para la elaboraciòn de su tesis doctoral, estableciendo una secuencia arqueológica de la provincia del Carchi.
- 30 años de trabajos arqueológicos con el Padre Pedro Porras Garcés.
- Investigación de petroglifos en la Cordillera Oriental entre Tuquer, Pizán y Atal con la expedición japonesa de las Universidades de Weseda y Josa
- La Fase arqueológica "Tortuga", en el Carchi, fue establecida por Germán Bastidas
- Establece la distribución geográfica de tres fases arqueológicas del Carchi.
- Define la sub fase Capulí 5 -6
- Estudia y establece el periodo pre-cerámico del Carchi ( trabajo único en esta área)[3])
- Descubre el calendario solar de los pastos y lo traslada personalmente desde su casa, a uno de los espacios al aire libre de la Casa de la Cultura Núcleo del Carchi, lugar donde permanece debidamente diseñado con marcación de solsticios y equinoccios.
- Descubre terrazas agrícolas arqueológicas, uno de los cuales y entre los más importantes está en Guambo, del Catón Mira.
- Exploración arqueológica del Carchi. Casa de la Cultura Ecuatoriana, Núcleo del Carchi.[4])

#### Historia del trigo CIENTO CINCUENTA
El nombre completo es “Mútico azul CIENTO CINCUENTA” . Esta variedad fue obtenida por el fitomejorador Manuel J Bastidas: fruto de una ardua tarea, comenzó con una selección muy estricta de los progenitores que fueron: el trigo “Americano” y el trigo “Fénix”, de cada uno se recolectó, en sus respectivas poblaciones, 1500 matas promisorias, para llegar finalmente a una sola – la mejor de cada una- que fueron las progenitoras. Esto es el primer paso, el siguiente, la selección de los recesivos, pues los había muy diversos. Entonces aplicó el fito-mejorador un criterio muy estricto, los que se destacaron, pertenecían a la serie ciento cincuenta, a estos se les sujetó a una comparación paralela, sembrando cada individuo en una línea.
Don Manuel J Bastidas, visitaba asiduamente estas parcelas, las que fueron observadas con mucha penetración. Se dio el caso de que en una sola de estas líneas, apareció un solo individuo mutante, un poco más pequeño y las espigas sin aristas (barbas). ¿Qué tenía de especial?.... Veinte cañas, con veinte espigas soberbias que habían cuajado unos granos grandes, rojos y muy llenos, sin tardanza separó esta mata maravillosa y en la próxima siembra, la sujetó para comparar con unas cuantas variedades que tenía. Se notó que antes y después de la espigasón exhibías un color verde azul además tenía la gran virtud de ser muy resistente a las puccinas, fue el único absolutamente sano.
Ahora faltaba conocer las cualidades de panificación. ¿Cómo lo hizo?... Observando a los pájaros trigueros para ver cuál era el trigo de su preferencia, pues claro, era el “mútico azul ciento cincuenta”, el pico del pájaro no se equivocaba.
Ahora viene la cuestión económica. El cantón Montúfar producía entre 8 a 10.000 quintales por año, con el mútico azul ciento cincuenta, subió la producción a 400.000 quintales por año.

### Algunas publicaciones
- Memorias del Congreso internacional de Arqueología. Conferencia: " Periodo Precerámico del Carchi" Ibarra, 1989
- Periodo precerámico del Carchi presencia del Hombre Primitivo en la Provincia, publicado en 1990
- En 1994 la casa de la cultura Benjamín Carrión del Carchi publica el artículo "Exploración Arqueológica del Carchi" en el volumen 31 de la colección Rumichaca.
- Publica su estudio sobre los Danzantes de Corpus y su relación con la Danza Sagrada y el Calendario
- Varias publicaciones sobre la prehistoria del Carchi y poesía en revistas y periódicos Ecuatorianos.

## Menciones Honoríficas
- Diploma de la Universidad Técnica de Ambato - Congreso Nacional de Prehistoria y de Arqueología. Invitado especial.
- Diploma de la Casa de la Cultura Ecuatoriana por la realización de la primera exposición nacional de arqueología del Carchi en Quito.
- Homenaje placa a Manuel J. Bastidas y Germán Bastidas Vaca, ofrecido por la Casa de la Cultura, Núcleo del Carchi, por ser investigadores científicos, desde hace 90 años.
- Primer premio nacional de la U.N. P. Medalla de Oro en la exposición Nacional realizada en Quito.
- Medalla Escudo Montufar, por la publicación del Preceramico del Carchi.
- El Museo Arqueológico de la Casa de la Cultura Ecuatoriana[5]), Núcleo del Carchi, lleva su nombre.[6])
- Homenaje en Memoria de Germán Bastidas Vaca, realizado por la Asamblea Cantonal de Montufar.
- Pergamino de homenaje y reconocimiento por los 50 años de silenciosa labor en el campo agropecuario. Quito junio 2008 Comité del año internacional de la Papa –Ecuador AIP- Ecuador: MAGAP, INIAP, COMPAPA (Consorcio de la papa), FAO Fiat Panis CIP (Centro Internacional de la papa), Universidad Central del Ecuador, Agencia Suiza para el desarrollo y la cooperación COSUDE.
- Placa de reconocimiento a su labor otorgada por la Universidad Técnica del Norte.
- Medalla de oro por los trabajos otorgada en Tulcán
- Medalla de Plata que simboliza el Escudo de Montúfar
- Medalla de oro otorgada por Consejo Provincial del Carchi